# Woodville (Florida)
Woodville es un lugar designado por el censo ubicado en el condado de León en el estado estadounidense de Florida. En el Censo de 2010 tenía una población de 2.978 habitantes y una densidad poblacional de 178,27 personas por km².

## Geografía
Woodville se encuentra ubicado en las coordenadas 30°18′55″N 84°16′8″O / 30.31528, -84.26889. Según la Oficina del Censo de los Estados Unidos, Woodville tiene una superficie total de 16.71 km², de la cual 16.68 km² corresponden a tierra firme y (0.14%) 0.02 km² es agua.

## Demografía
Según el censo de 2010, había 2.978 personas residiendo en Woodville. La densidad de población era de 178,27 hab./km². De los 2.978 habitantes, Woodville estaba compuesto por el 75.35% blancos, el 19.71% eran afroamericanos, el 0.44% eran amerindios, el 0.37% eran asiáticos, el 0% eran isleños del Pacífico, el 1.24% eran de otras razas y el 2.89% pertenecían a dos o más razas. Del total de la población el 3.26% eran hispanos o latinos de cualquier raza.